# NieN
NieN(1986년 1월 14일 ~은 밴드 '마이선셋'의 리더이자 기타리스트를 맡고 있는 정구현의 또 다른 활동명. 정구현은 존박, 인피니트, 소녀시대를 등의 작,편곡으로 활동하고 있다. <발자국>으로 유명했던 그룹 T.O의 멤버이기도 했다.